# Millettia rigens
Millettia rigens är en ärtväxtart som först beskrevs av William Grant Craib, och fick sitt nu gällande namn av Chawalit Niyomdham. Millettia rigens ingår i släktet Millettia och familjen ärtväxter. Inga underarter finns listade i Catalogue of Life.